# The Posies
I Posies sono un gruppo power pop statunitense originario di Bellingham nello stato di Washington, attualmente sotto contratto con la Rykodisc.

## Storia
Il gruppo si è formato nel 1986, composto inizialmente dai compositori Jon Auer e Ken Stringfellow, sul duo storico si sono avvicendati vari bassisti e batteristi. Sono conosciuti principalmente per i singoli Golden Blunders, tratto dal loro secondo album Dear 23, e Dream All Day, Solar Sister e Flavor of the Month dal successivo Frosting on the Beater.
Assieme a Matthew Sweet e i Teenage Fanclub sono annoverati tra i gruppi più popolari power pop degli anni novanta.

## Formazione

### Formazione attuale
- Jon Auer (chitarra, voce)
- Ken Stringfellow (chitarra, voce)
- Matt Harris (basso, dal 2001)
- Darius "Take One" Minwalla (batteria, dal 2001)

### Ex componenti
- Dave Fox (basso, 1992–94)
- Mike Musburger (batteria, 1988–94)
- Rick Roberts (basso, voce, 1988–91)
- Joe Skyward (basso, 1994–99 e 2013-14)
- Brian Young (batteria, 1994–98)

## Discografia

### Album in studio
- Failure (PopLlama Records, 1988)
- Dear 23 (DGC Records, 1990)
- Frosting on the Beater (DGC Records, 1993)
- Amazing Disgrace (DGC Records, 1996)
- Success (PopLlama Records, 1998)
- Every Kind of Light (Rykodisc, 2005)
- Blood/Candy (Rykodisc, 2010)
- Solid States (Lojinx/My Music Empire, 2016)

### Album dal vivo
- Alive Before the Iceberg (Houston Party Records, 2000)
- In Case You Didn't Feel Like Plugging In (Casa Recording Co., 2000)

### Raccolte
- Dream All Day: The Best of the Posies (DGC Records, 2000)
- At Least, At Last (Not Lame, 2000)

### Singoli ed EP
- "Golden Blunders" (DGC Records, 1990)
- "Suddenly Mary" (DGC Records, 1991)
- "Feel" / "I Am the Cosmos" (PopLlama Records, 1992)
- "Going, Going Gone" (DGC Records, 1993)
- "Dream All Day" (DGC Records, 1993)
- "Solar Sister" (DGC Records, 1993)
- "Flavor of the Month" (DGC Records, 1993)
- "This is not The Posies" (Elefant Records, 1993)
- "Definite Door" (DGC Records, 1994)
- "Ontario" (DGC Records, 1996)
- "Please Return It" (DGC Records, 1996)
- "Everybody is a Fucking Liar" (DGC Records, 1996)
- "Start a Life" (PopLlama Records, 1998)
- "Nice Cheekbones and a Ph.D." (Houston Party Records, 2001)
- "Conversations" (Rykodisc, 2005)
- "Second Time Around" (Rykodisc, 2005)

### Partecipazioni a compilation e colonne sonore
- "Smash it Up" in Another Damned Seattle Compilation (Dashboard Hula Girl Records, 1990).
- "Going Going Gone" nella Colonna sonora di Giovani, carini e disoccupati (1993).
- "Open Every Window" in DGC Rarities, Vol. 1 (DGC Records, 1994).
- "Coming Right Along" in The Basketball Diaries: Original Motion Picture Soundtrack (Island, 1995).
- "King Midas in Reverse" in Sing Hollies in Reverse (Eggbert Records, 1995).
- "Throwaway (Live)" in Hype! The Motion Picture Soundtrack (Sub Pop Records, 1996).
- "Richie Dagger's Crime" in A Small Circle of Friends: A Germs Tribute Album (1996)
- "Christmas" in Just Say Noël
- "Limitless Expressions" in Home Alive - The Art of Self Defense (Epic Records, 1996)
- "Tomorrow We Are Not Alone" in Together We Are Not Alone (Japan Relief Compilation)] (Thistime Records, 2011)